# Hófehérke és a hét vagány
A Hófehérke és a hét vagány 1962-ben bemutatott NSZK-svájci zenés filmvígjáték Caterina Valente, Walter Giller és Hanne Wieder főszereplésével. A karácsony idején egy síparadicsomban játszódó vígjáték a Hófehérke és a hét törpe modern környezetben történő megfilmesítése. Az eredeti mese karaktereit is korszerűsítették, Hófehérke egy központi fűtésekkel foglalkozó mérnök hölgy, a herceg egy szállodatulajdonos, a gonosz királynő egy rámenős sztriptíztáncosnő, a hét törpe hét, állástalan vándorcirkuszos.
A filmet feliratos változatban bemutatták a magyarországi mozikban is, az 1960-as évek közepén. Német nyelvterületen több DVD változatban is megjelent.

## Cselekmény
|  | Alább a cselekmény részletei következnek! |

A film elején sem címfelirat, sem egyéb felirat nincs. A karácsonyi díszben álló, havas svájci városka terén hosszú, tömött sor áll egy mozi bejárata előtt, ahol a Hófehérke és a hét vagány című filmet vetítik. Mint kiderül, a sorban állók nem a moziba, hanem a mellette lévő japán büfébe várakoznak. A mozi teljesen üres, az egyetlen nézőjelölt a kötögető pénztárosnőt kérdezi, van-e még jegy. Kiderül, ő az első néző. Kikérdezi a pénztárosnőt a filmről, de ebből csak az derül ki, mi nem a film. Nem mesefilm, mint a címéből adódna. Nem politikai, mint a rendezőjéből gondolná, nem revűfilm, mint Caterina Valente többi filmje, nem dráma, mint Walter Giller filmjei. Ezek után – bár úgy véli, nagy beruházás egy mozijegy megvásárlása – mégis beül a filmre, ami éppen azonnal kezdődik:
Norbert Lang egy alpesi szálloda tulajdonosa. A régi és lerobbant szállodát csak pár hónapja örökölte nagybátyjától, minden erővel a rendbehozásán dolgozik, de épp a síszezon közepén elromlik a fűtési rendszer. Karácsony előtt egy nappal a városba megy, néhány dolgot elintézni. A város áruházában bevásárol néhány berendezési tárgyat, majd egy fűtésekkel foglalkozó céghez megy. Ott közlik, karácsony előtt már nem tudnak segíteni, hacsak az éppen távol lévő Dr. Rossi nem vállalja el. Norbert felajánlja, töltse Dr. Rossi az ünnepeket a szállodában a cég költségén, cserébe próbálja meg arra a pár napra üzemben tartani a fűtést. Mikor elmegy, még nem tudja, hogy Dr. Rossi egy Anita keresztnevű csinos, fiatal hölgy, pont az, akivel alig fél órája az utcán összeveszett egy kis autós koccanás miatt.
Következő útja egy közvetítő céghez vezet, találjanak szilveszter éjszakára egy fellépő művészt. Az ügynök a sztriptízt javasolja, de az egy családi szállodába túlzás lenne. Végül Ines del Mar művésznőt ajánlja, akit mindjárt ezután fel is keres, megbeszélni a részleteket. Ines egy fülledten erotikus szépség, szintén a sztriptízszámát ajánlja, de végül megegyeznek egy szolidabb énekes fellépésben.
A szállodában gyűlnek a vendégek az év végére, Ines is megérkezik, de a hotelben szinte semmi sem működik, emiatt a  nem éppen a hivatása magaslatán álló olasz személyzet is elégedetlenkedik. Karácsony reggelén Anita elindul a szállodába kutyájával, Herr Schmidttel, ám este egy kisebb úton a hóban elakad kocsijával. Nem messze furcsa lakókocsik állnak. Az egyikbe bemegy, senkit sem talál, csak szörnyű rendetlenséget. Szépen rendet rak, elmosogat, majd megjönnek a gazdák, hét vándorcirkuszos, akik télre szerződés nélkül maradtak. Először azt hiszik, a hivataltól jött, hogy elküldje őket, de aztán összebarátkoznak. Náluk tölti a karácsony estét, majd másnap reggel lovasszánnal bevontatják a szállodához.
Mivel szinte semmi sem működik, a szállodában reggel kitör a botrány, a teljes személyzet  azonnal hatállyal felmond és elmegy, Ines viszont minden erővel ráhajt a szállodatulajdonos Norbertre. A megérkező Anita egyből a pincében kezdi a működését, megállapítja, a teljes fűtési rendszer múzeumba való. Itt találkozik újra Norberttel, akiről eddig nem tudta, hogy azonos a tegnapi veszekedős sofőrrel, emiatt nem is túl barátságos vele. 
Mikor megtudja, hogy felmondott a személyzet, az előző este megismert cirkuszosokat ajánlja helyettük, akik meg is kezdik működésüket a hotelben. Van köztük artista, zsonglőr, bűvész, bohóc, ennek megfelelően az ebéd feltálalása is egy humoros cirkuszi produkcióvá válik.
Másnap Anita elmagyarázza a cirkuszosoknak a hotelszakma fogásait, ebédre már simán menne minden, ám a fűtési rendszer teljesen összeomlik. Előbb 32 fokra felmegy a hőmérséklet, majd az étterem vízesést ábrázoló faliképénél vastag sugárban elkezd ömleni a víz, bokáig elárasztva a helységet. Anita gyorsan lekapcsolja a fűtést, ettől pillanatok alatt fagyni kezd, az elárasztott étteremből korcsolyapálya lesz, a cirkuszosok korcsolyán szolgálják fel a fagyott ebédet. Egyetlen vendég van, akinek következetesen minden tetszik, egy amerikai hölgy, aki még aki a falból patakzó özönvízre, az éttermi korcsolyapályára is elragadottan megállapítja: „oh, isn't it wonderful”. Anita és Norbert hűvösen viselkednek egymással, de ezzel csak egymás iránt kezdődő érzelmeiket leplezik. Miután azonban egy kellemes szabadnapot együtt töltenek, szerelembe esnek egymással.
A Norbertre, de még inkább a szállodára pályázó Ines kezd féltékeny lenni. Noha szemből próbál kedvesnek mutatkozni, ott árt, hol csak tud, különösen, miután a fodrász a frizurájára úgy nyilatkozik, szép, szép, de a mellette ülő hölgy frizurája százszor szebb (szép vagy, szép vagy, de Hófehérke százszor szebb nálad, a mesében). Mikor kiderül, mellette a függöny mögötti székben Anita ül, a szemeivel villámokat szór rá. Végül egy aljas trükkhöz folyamodik szétválasztásukra. Megkéri Norbertet, hogy egy szerelmes dalának a szövegét olvassa fel, azt titokban magnóra veszi. Mikor Anita az ajtaja előtt áll, a saját szövegét a magnóra vett szöveggel váltogatva egy Ines és Norbert közötti tüzes szerelmi párbeszéd hallható. Anita ezután csalódottan visszautazik a városba. Miután kiderül az igazság, Norbert kidobja Inest, és Anita után utazik a városba, majd kibékülnek. 
A hét cirkuszosnak hála a szálloda sem marad szilveszteri műsor nélkül. A hotel mellett felállítják sátrukat, majd Anitával közösen egy vidám előadással szórakoztatják a vendégeket. Egy baj van, tovább kell állniuk és nincs személyzet. Ez is szerencsésen megoldódik, a néhány napja távozott olasz személyzet kollektíve vissza is tér. Minden rendben, a csúnyán viselkedett Ines művésznő kivételével mindenki boldog. 
|  | Itt a vége a cselekmény részletezésének! |

## Szereplők
- Caterina Valente – Anita Rossi, fűtéstervező mérnök, „Hófehérke”
- Walter Giller – Alpesi szállodatulajdonos, „királyfi”
- Hanne Wieder – Ines del Mar énekesnő, sztriptíztáncosnő, „gonosz királynő”
- Ernst Waldow – igazgatóhelyettes
- Selma Urfer – amerikai vendég hölgy, akinek minden tetszik
- Horst Tappert – művészügynök